# Mali bogovi
Mali bogovi so spremljevalna skupina Vlada Kreslina. 

## Zasedba
- Iztok Cergol - violina, harmonika, saksofon
- Mileta Grujić - klavir, klavijature
- Matej Sušnik - kitara
- Luka Jerončič - bas kitara, kontrabas
- Luka Ovsec - tolkala
- Gašper Peršl - bobni

### Redni gosti
- Tonč Feinig - klaviature
- Samo Budna - violina
- Gašper Konec - klaviature

## Bivši člani
- Urban Golob - bobni
- Žiga Golob - bas kitara, kontrabas
- Aljoša Jerič - bobni
- Davor Klarič - klaviature
- Tomaž Pačnik - klaviature
- Benjamin Pirnat - bas kitara, kontrabas
- Miro Tomassini - kitara
- Aleš Golja - kitara